# Коломиец, Леонид Михайлович
Леонид Михайлович Коломиец (род. 20 октября 1969, город Жашков, Черкасская область, Украинская ССР, СССР) — советский и российский деятель органов внутренних дел, генерал-майор полиции, специалист в области обеспечения правопорядка и борьбы с преступностью. Начальник УМВД России по Омской области в 2017–2019 годах. С 2019 по 2023 год возглавлял УМВД России по Тюменской области.

## Карьера
- 1990: Начал службу в органах внутренних дел в должности милиционера, милиционера-кинолога патрульно-постовой службы милиции Химкинского ОВД города Москвы.[3]

- 1993: Служба в ГУВД города Москвы.[2]

- Август 1997 — декабрь 2008: Работал в Сходненском городском отделе милиции УВД Химкинского района Московской области, прошёл путь до начальника подразделения.[2]

- 2001: Выпускник Московского государственного университета культуры и искусств (специальность — менеджмент в социальной сфере, квалификация — менеджер).[4]

- Декабрь 2008: Заместитель начальника управления по борьбе с экономическими преступлениями УВД по Астраханской области.[3]

- Август 2009: Начальник управления по борьбе с экономическими преступлениями УВД по Астраханской области.[3]

- 2011: Заместитель начальника полиции по оперативной работе в Управлении МВД России по Астраханской области.[2]

- Ноябрь 2013: Заместитель начальника Управления МВД России по Астраханской области — начальник полиции.[3]

- 2014: Выпускник Международного юридического института (право, квалификация — юрист).[3]

- Декабрь 2016 — декабрь 2019: Начальник УМВД России по Омской области (утверждён в должности 28 декабря 2016 года, начальник УМВД России Колокольцев лично представил нового начальника управления личному составу).[5][4]

- Февраль 2018: Присвоено специальное звание Генерал-майор полиции.[6]

- Декабрь 2019: Назначен начальником УМВД России по Тюменской области.[7]

- Декабрь 2023: ушел в отставку с поста начальника УМВД России по Тюменской области (Официальная версия отставки – состояние здоровья.)[8]

## Награды
Медаль «За отвагу» (2014 год).
Почётный сотрудник МВД (2015 год).
Наградное оружие — пистолет Макарова (2017 год).

## Общественное мнение
Общественное мнение о Леониде Коломийце сложилось как о фигуре неоднозначной: с одной стороны, ему отмечали заслуги в обеспечении порядка и успешные кризисные переговоры, с другой — критиковали за формирование «семейной» команды, злоупотребления полномочиями и кадровую непрозрачность. Скандалы последних лет, связанные с конфликтом интересов, нарушениями в управлении и объявлением о неполном служебном соответствии, несколько подорвали его авторитет как руководителя органов внутренних дел региона.